# Priretchny (oblast de Mourmansk)
Priretchny (en russe : Приречный) est un possiolok du raïon de Petchenga de l'oblast de Mourmansk, en Russie arctique. Sa population s'élevait à 45 habitants au recensement de 2010.

## Géographie
Le village de Priretchny se situe dans l'oblast de Mourmansk, un oblast de la Laponie, en Russie arctique, et il fait partie du district fédéral du Nord-Ouest. Le village fait partie du raïon de Petchenga, le raïon de l'oblast, avec Petchenga comme centre administratif. Il fait partie de l'établissement urbain de Kildinstroï, une municipalité du raïon.  
Priretchny, comme tout l'oblast de Mourmansk, est située dans le fuseau horaire MSK (heure de Moscou). Le décalage horaire appliqué par rapport au temps universel coordonné est +03:00.

## Démographie
Recensements (*) et estimations de la population,:
| 1970  | 1979 | 2002 * | 2010* |
| ----- | ---- | ------ | ----- |
| 1 322 | 962  | 109    | 45    |